# Tabanus selene
Tabanus selene är en tvåvingeart som beskrevs av Schuurmans Stekhoven 1926. Tabanus selene ingår i släktet Tabanus och familjen bromsar. Inga underarter finns listade i Catalogue of Life.